# Rhanidophora cinctigutta
Rhanidophora cinctigutta là một loài bướm đêm trong họ Noctuidae.